# Friedrich Giese (Orientalist)
Friedrich Wilhelm Carl Giese (* 11. Dezember 1870 in Stargard in Pommern; † 19. Oktober 1944 in Eichwalde) war ein deutscher Sprachwissenschaftler und Orientalist (Turkologe).

## Leben
Friedrich Giese wurde am 11. Dezember 1870 in Stargard (Hinterpommern) als Sohn des Obertelegraphenassistenten Albert Giese und der Marie Hofmann geboren. 1900 heiratete er seine Frau Margarete (1872–1960, Tochter des Kaufmannes Ernst Meinke und der Therese Medenwaldt), die zwei Töchter gebar.
Giese studierte in Greifswald evangelische Theologie und orientalische Philologie. Mit der Dissertation „Untersuchungen über die 'Aḍdād auf Grund von Stellen in altarab. Dichtern“ wurde er 1894 bei Theodor Nöldeke zum Dr. phil. promoviert. Mit dem Staatsexamen schloss er sein Studium 1899 ab.
Sein Hauptinteresse richtete er auf Anregung durch Georg Jacob auf das Türkische. Im September 1899 folgte Giese einer Berufung der Deutschen Realschule in Konstantinopel, an der er seine Türkisch-Kenntnisse als Oberlehrer bis 1905 praktisch erweitern konnte. Dort machte er Bekanntschaft mit Mehmed Emin, dessen in Volkssprache gehaltene Gedichte Giese begeisterten. Über die Dauer seines sechs Jahre währenden Aufenthalts in der Türkei sammelte und dokumentierte er – teilweise unter Zuhilfenahme eines Phonographen – zahlreiche Lieder und Erzählungen in anatolischen Dialekten des Türkischen, wofür er auch seine ausgedehnten Reisen – vornehmlich im Vilayet Konya – nutzen konnte. Als Gymnasialoberlehrer und Privatdozent für orientalische Sprachen an der Universität Greifswald gab er zusammen mit dem Ungarn Ignácz Kúnos die Zeitschrift Beiträge zum Studium der turkischen Sprache und Literatur heraus. In deren ersten Band veröffentlichte er 1907 das Material, das er im Juli 1902 in einem Gefängnis zu Konya sowie im Juli und August 1904 unter den Yörük des „Sultandagh bei Akschehir“ (Sultandağı bei Akşehir) zusammengetragen hatte, wo er längere Zeit bei den Yörük-Stämmen der Kızılışıklı, Çakal, Horzum und Sarıkeçili gelebt hatte.
1907 bis 1914 lehrte er als Professor am Seminar für Orientalische Sprachen der Universität Berlin. Seine fachliche Beschäftigung konzentrierte er in dieser Zeit auf die Erforschung der osmanischen Frühgeschichte, welche er als seine Lebensaufgabe ansah., anschließend am Dârülfünûn in Konstantinopel.
1920 bis 1936 leistete er an der Universität Breslau, wo er 1928 zum ordentlichen Professor wurde, Herausragendes in der osmanischen Quellenkunde, indem er Probleme und Lösungswege für dieselbe aufzeigte. 1921 bis 1925 gab er den nach ihm benannten Anonymus Giese als Text und als Übersetzung heraus. Von seiner Herausgabe der Ašiqpašazāde 1929 bis zur Abhandlung über dessen diverse Textrezensionen 1936 verfolgte Giese beharrlich das Ziel, durch Vergleichen der Quellen Kenntnisse über den Ursprung des Osmanischen Reiches freizulegen. In Gefolge der Textauswertung zerstörte er einige Geschichtslegenden und konnte einzelne Fragen der osmanischen Geschichte aufklären. Weite Verbreitung erfuhren 1925 seine Türkische Märchen in der Reihe Die Märchen der Weltliteratur.

## Veröffentlichungen (Auswahl)
- Türk elsine ve tāʾrīḫine dāʾir baʿẕϊ yeñi alman nešrīyātϊ [dt.: Einige neue deutsche Veröffentlichungen über die Türksprachen und ihre Geschichte], In: Dār-ül-fünūn Edebīyat Fakültesi Meğmūʿasϊ, Band 1, 1916–1917, S. 286–294.[5]
- Ṭūrfān ḥafrīyātϊ ve bu ḥafrīyātϊn türk tāʾrīḫ ve medenīyetine müteʿallϊk netāīği [dt.: Die Turfan-Grabungen und die Ergebnisse dieser Grabungen in Bezug auf die türkische Geschichte und Zivilisation], Dār-ül-fünūn Edebīyat Fakültesi Meğmūʿasϊ, Band 1, 1916–1917, S. 537–546.[5]

## Einzelbelege
1. 1 2 3 4 5 6 7 8 9 10 11 12 13 14 15  Gotthard Jäschke: Giese, Friedrich. In: Neue Deutsche Biographie (NDB). Band 6, Duncker & Humblot, Berlin 1964, ISBN 3-428-00187-7, S. 377 (Digitalisat).
2. 1 2 3  Friedrich Giese (Hrsg.): Materialien zur Kenntnis des anatolischen Türkisch – Teil 1 – Erzählungen und Lieder aus dem Vilajet Qonjah – Gesammelt. In: Transkription, mit Anmerkungen und einer Übersetzung der Lieder herausgegeben. S. 1–126, In: I. Kúnos und Fr. Giese (Hrsg.): Beiträge zum Studium der turkischen Sprache und Literatur. Band 1, Haupt, Halle a. S. & New York 1907, S. 2f.
3. ↑  F. Giese (Hrsg.). In: I. Kúnos und Fr. Giese (Hrsg.): Beiträge zum Studium der turkischen Sprache und Literatur. Band 1, Haupt, Halle a. S. & New York 1907, S. 1, 3.
4. ↑  F. Giese (Hrsg.). In: I. Kúnos und Fr. Giese (Hrsg.): Beiträge zum Studium der turkischen Sprache und Literatur. Band 1, Haupt, Halle a. S. & New York 1907, S. 3.
5. 1 2  Anonymus: Nachträge und Berichtigungen. In: Die Welt des Islams. Band 23, (1/2), 1941, S. 89–91, Stable URL: http://links.jstor.org/sici?sici=0043-2539%281941%291%3A23%3A1%2F2%3C89%3ANUB%3E2.0.CO%3B2-V, S. 90, mit Verweis auf Ziyaeddin Fahri, in: Tasviri Efkâr, 25. Juli 1941; und in: İs, Band 28
6. ↑  Klaus Kreiser: Gotthard Jäschke (1894–1983): Von der Islamkunde zur Auslandswissenschaft. In: Die Welt des Islams. N. S., Band 38, The Early Twentieth Century and Its Impact on Oriental and Turkish Studies, Leiden 1998, S. 406–423, JSTOR, S. 407 Anm. 5.